# Ardisia borneensis
Ardisia borneensis är en viveväxtart som beskrevs av Rudolph Herman Scheffer. Ardisia borneensis ingår i släktet Ardisia och familjen viveväxter. Inga underarter finns listade i Catalogue of Life.